# Declarația de la Amsterdam
Declarația de la Amsterdam 2002 este o declarație a principiilor fundamentale ale Umanismului modern, adoptată în unanimitate de către Adunarea Generală a Uniunii Umaniste și Etice Internaționale (IHEU) la Congresul Umanist Mondial al celei de-a 50-a aniversări, în 2002. Potrivit IHEU, declarația de la Amsterdam 2002 "este declarația oficială a Umanismului Mondial."
Acesta este sprijinită oficial de către toate organizațiile membre ale IHEU, inclusiv:
- Asociația Umanistă Olanda (Humanistisch Verbond)
- Asociația Umanistă Americană
- Asociația Umanistă Britanică
- Canada Umanistă
- Human-Etisk Forbund, Asociația Umanistă norvegiană
- Humanistischer Verband Deutschlands, Asociația Umanistă din Germania
- Consiliul Societăților Umaniste Australiene
- Consiliul pentru Umanism Secular
- Asociația Umanistă din Irlanda
- Uniunea Umanistă Indiană
- Societatea Ateilor și Agnosticilor Filipinezi (PATAS)

O listă completă a semnatarilor poate fi găsită pe pagina IHEU (vezi referințe).
Această declarație face un uz exclusiv de Umanist și Umanism, cu majuscule,care este în concordanță cu practica generală și recomandările IHEU pentru promovarea unei identități umaniste unificate.  Pentru a promova în continuare identitatea umanistă, aceste cuvinte sunt, de asemenea, libere de orice adjective, așa cum a fost recomandat de către membrii proeminenți ai IHEU.  O astfel de utilizare nu este universală printre organizațiile membre ale IHEU, deși cele mai multe dintre ele respectă aceste convenții.

## Linkuri externe
- Declarația de la Amsterdam 2002 - rezoluția unanimă a adunării generale a IHEU